# 성체

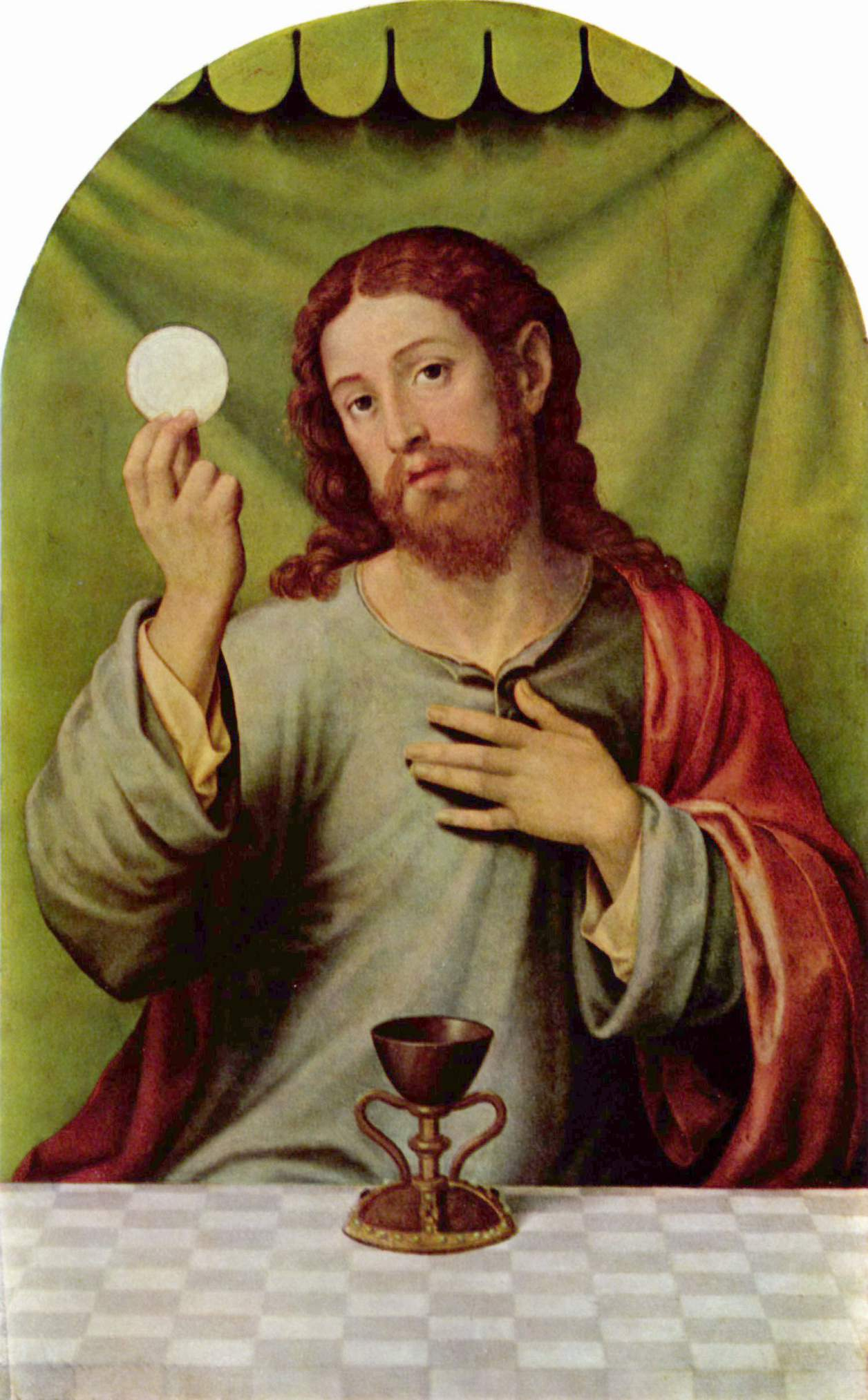
비센테 후안 마시프의 ‘그리스도와 성체’.

성체와 성혈(聖體와 聖血, 영어: Blessed Sacrament, Most Blessed Sacrament, MBS) 또는 그리스도의 몸과 그리스도의 피는 기독교에서 성체성사를 통해 축성된 빵과 포도주를 가리키는 명칭이다. 정교회와 가톨릭 등의 기독교인들은 성찬 중에 빵과 포도주가 실체 변화하여 그곳에 예수 그리스도의 인격 그리고 신성과 인성이 실제로, 실체적으로 현존한다고 믿는다. 개신교는 일반적으로 이를 인정하지 않는다.

## 로마가톨릭교회
성체에 대한 신심은 성경과 성전에 뿌리를 두고 있으며, 초기 그리스도교 때부터 전승되었다.
성체는 가톨릭교회에서 세례성사를 받은 신자들 가운데 미사의 영성체예식 때, 일정한 자격을 가진 신자들만 받아 모실 수 있다. 또한 세례를 받은 신자라 하더라도 성체를 모시려면 영성체 전 한 시간 동안 물과 약 외에는 어떤 음식도 삼가야 하는 공복재(空腹齋)를 지켜야 하며, 대죄의 상태에 있지 않은 ‘은총의 상태’에 있어야 한다.(마태 5,23-24 참조) 따라서 자신이 죄를 지었다고 생각하는 신자는 먼저 고해/화해성사를 해서 죄를 용서받은 후에야 비로소 성체를 모실 수 있다. 만약 가톨릭신자가 아닌 사람이나, 가톨릭신자라도 죄중에 있는 상태에서 고해성사도 하지 않은 사람이 성체를 모신다면 모령성체(冒領聖體)라고 하며 이는 중죄에 해당한다.
영성체예식 후에 남은 성체는 감실에 보관한다. 그 이유는 언제든지 성체를 영하기 원하는 신자나, 봉성체를 필요로 하는 사람에게 사제가 성체를 주고, 그리고 그 감실 앞에서 신자가 성체조배를 할 수 있도록 하는 것이다. 감실에 성체를 모셔둘 경우, 그 가까이에 성체등을 켜서 성체를 모셔두었음을 알린다. 성당에는 성금요일 영성체 후부터 성토요일 미사까지를 제외하고는 항상 감실에 성체를 모신다. 또한, 성체를 신자들이 직접 눈으로 보며 공경할 수 있도록 하기 위해서 성광에 성체를 모시기도 한다.
가톨릭교회에서는 미사의 성찬전례 부분에서 제병과 포도주가 그리스도의 말씀의 힘으로 축성되어 그리스도의 몸과 피로 변화하는 성변화/실체변화가 일어난다고 가르친다. 빵과 포도주의 외적인 형상에 실제로, 본질적으로 그리스도의 몸과 피가 현존한다는 것이다. 따라서 성체와 성혈은 사람의 눈에 보이는 현실로는 빵과 포도주이지만, 실체로는 예수그리스도 자신이다.

## 같이 보기
- 그리스도의 몸
- 그리스도의 피